# 愛媛県立上浮穴高等学校
愛媛県立上浮穴高等学校（えひめけんりつかみうけなこうとうがっこう）は、愛媛県上浮穴郡久万高原町に所在する高等学校である。

## 沿革
- 1941年 - 愛媛県立上浮穴農林学校開校。
- 1948年 - 愛媛県立上浮穴高等学校となる。
- 2008年 - 愛媛県教育委員会が県立学校再編整備計画を公表。計画の中で上浮穴高等学校の「分校化」の方向性が示される[2]。
- 2019年 - 森林環境科について、通学区域外からの入学者枠（愛媛県外を含む）を定員の30 % 以内に拡大する（通常は5 % 以内）[1] [3]。
- 2020年 - 学生寮（星天寮）が完成。

## 設置学科
全日制
- 普通科
- 森林環境科

## 出身者
- 片山美佐子 - やり投選手
- 高野宗城 - 久万高原町長
- 二神能基 - NPO法人ニュースタート事務局代表
- 丸山一仁 - 元プロ野球選手
- 上本沙緒里 - レポーター、ビックフッターズのリーダー